# Black Uhuru
A Black Uhuru egy jamaicai reggae-zenekar; alapítója Derrick "Duckie" Simpson.
Legismertebb számaik a "Shine Eye Gal", "Guess Who's Coming to Dinner", "Sinsemilla", "Solidarity" és a Grammy-díjas "What Is Life?".
Ez volt az első zenekar amely Grammy-díjat nyert a reggae kategóriában 1985-ben, amikor a kategóriát alapították.
Eredeti nevük a 'Black Sounds Uhro' volt. Az uhuru szó szuahéli nyelven szabadságot jelent.

## Lemezeik
Felállás: Derek "Duckie" Simpson, Michael Rose, Errol "Tarzan" Nelson
- 1977 – Love Crisis
- 1981 – Black Sounds of Freedom ("Love Crisis" reedition)

Felállás: Derek "Duckie" Simpson, Michael Rose, Sandra "Puma" Jones
- 1979 – Showcase
- 1980 – Black Uhuru
- 1980 – Sinsemilia
- 1981 – Red
- 1982 – Chill Out
- 1983 – Guess Who's Coming To Dinner ("Black Uhuru" reedition)
- 1983 – Anthem

Felállás: Derek Simpson, Delroy "Junior" Reid, Sandra "Puma" Jones
- 1986 – Brutal
- 1987 – Positive (Puma Jones replaced Olafunke)

Felállás: Derek "Duckie" Simpson, Garth Dennis, Don Carlos
- 1990 – Now
- 1991 – Iron Storm
- 1993 – Mystical truth
- 1994 – Strongg

Felállás: Derek "Duckie" Simpson, Jenifah Nyah, Andrew Bees
- 1998 – Unification
- 2001 – Dynasty

### Élő és dub albumok
- 1982 – Uhuru in Dub
- 1982 – Tear It Up – Live (album and video)
- 1983 – The Dub Factor
- 1986 – Brutal Dub
- 1987 – The Positive Dub
- 1988 – Live
- 1988 – Live In New York City
- 1990 – Now Dub
- 1990 – Love Dub ("Uhuru In Dub" reedition)
- 1992 – Iron Storm Dub
- 1993 – Mystical Truth Dub
- 1994 – Strongg Dubb
- 2000 – Live 1984
- 2001 – In Dub
- 2001 – Dubbin'It Live (summer 2001, at Paléo Festival)